# Darío Gómez
Darío de Jesús Gómez Zapata (San Jerónimo, 6 de febrero de 1951-Medellín, 26 de julio de 2022) fue un cantante y compositor colombiano de música popular colombiana, conocido como El Rey del Despecho. También interpretaba temas en los géneros de la balada, música tropical y ranchera.
Su iniciación en la interpretación ocurrió con un grupo llamado Los Legendarios, hasta lograr conformar su propio sello disquero. Su carrera artística le ha brindado más de seis millones de discos vendidos en los mercados nacionales e internacionales. De hecho, su fama mundial lo llevó a grabar un vídeo promocional en París.
Nadie es eterno en el mundo es tal vez el mayor éxito de su carrera artística y que le brindó el título del Rey del Despecho. También compuso canciones como La oveja negra, Tú y la gente, El hijo del amor, El rey del despecho y Corazón resentido. Es además intérprete de temas tan famosos como Sobreviviré, Entre comillas, Si negabas que buscabas y No puedo vivir sin ti.

## Biografía

### Primeros años
Darío de Jesús Gómez Zapata nació el 6 de febrero de 1951, en la vereda Los Cedros de San Jerónimo, Antioquia, fue el cuarto de trece hermanos. Hijo de Marcos Aurelio Gómez Múnera y Ana Abigaíl Zapata.
Comenzó a escribir versos a los 14 años y a buscar apoyo mientras trabajaba como mecánico y agricultor. Su primera canción escrita se llamaba La Casita Vieja y fue compuesta por el artista a los 16 años cuando estudiaba en el colegio.
En 1968, con tan solo 16 años el joven Darío Gómez fue responsable de la muerte de su padre cuando le disparó accidentalmente. El músico reveló en el 2016, en el programa Se dice de mí de Caracol Televisión, que su padre estaba siendo influenciado por un conjuro de yerbas que le hacía decir cosas sin sentido y amenazar constantemente a su familia. Una de esas noches su padre se despachaba contra su madre, el joven tomó la escopeta que su padre apuntaba contra su madre y cuando pretendía huir con ella para arrojarla al campo se le disparó pues estaba cargada. El cañón estaba apuntando hacia su padre y el joven lo mató, mientras huía con el arma.

### Trayectoria
Estando en Medellín, por recomendación de un amigo, llegó hasta Codiscos, en donde se dio a conocer su producción musical. Para 1976 grabó uno de sus primeros discos La Novia del Chofer.
En 1977 Darío Gómez ya se desempeñaba como director artístico en esta compañía. En sus notas se destacaban temas de corte decembrino, los de tono picaresco, los vallenatos y los bailables. Fue entonces cuando decidió integrar a su hermano Heriberto Gómez con el grupo Los Legendarios,  entre 1977 y 1982. Su primer gran éxito es Ángel perdido, inspirado por la muerte de su hermana Rosangela Gómez, el 31 de octubre de 1978.
En el año 1981 trabajo en el género del Vallenato componiendo el tema "Por fin cayó Mercedes", interpretado por Kissy Calderón y Rafael Ricardo.
Creó la  agrupación Los Viejitos Verdes, de música parrandera. Pasó de Codiscos a su propia productora: Discos Dago, en 1982.
En 1985, Darío Gómez debutó como solista y se apuntó un nuevo triunfo cuando interpretó Decídelo; luego lanzó su primer larga duración con el nombre de Así se le canta al despecho.
En 1989 graba Nadie es eterno en el mundo, que es su canción más popular hacia la fecha. La canción habla sobre la ingratitud que reciben los difuntos luego de que son dejados en sus moradas de descanso La canción fue escrita en 1989. El artista se inspiró en el cementerio de San Jerónimo, Antioquia cuando un amigo suyo le dijoː

Se da cuenta de que nada es eterno en la vida
Luis Gallego, amigo de Gómez

En una entrevista en 1995, reveló que se le conoció como El Rey del Despecho, por el público colombiano de la radio y la televisión.
Para 2002, compuso otra de sus canciones más populares: Daniela, en homenaje a su nieta, cuya madre Luz Dary Gómez, murió a consecuencia de una bala perdida.
Hacia 2007, incursionó en el mundo de la actuación para la televisión en la serie de Nadie es eterno en el mundo interpretándose así mismo. 
En 2009 protagonizaría un comercial de radio y televisión para la compañía Telefónica Telecom en Colombia.
El 14 de mayo de 2015, Dario Gómez lanzó el video de Me voy a casar junto a Jhonny Rivera. El 11 de agosto lanzaría el remix de No Hay Razón Para Odiarte en colaboración a Yelsid y Andy Rivera grabando por primera vez un reguetón.
En 2019, se difundió un rumor falso sobre su muerte en redes sociales, el propio Darío Gómez lo desmentiría en un vídeo. Ese mismo año, tuvo un incidente en el aeropuerto Antonio Nariño de Pasto, con la Policía Nacional.
Recibió las distinciones como el premio Ascap por su composición de Nadie es eterno, en Nueva York, el Pentagrama de Oro, y la corona del Rey del Despecho.

## Fallecimiento
El 26 de julio de 2022 falleció en la Clínica Las Américas de Medellín, a los 71 años de edad, debido a un Infarto agudo de miocardio. Durante 4 días fue velado en el Coliseo Yesid Santos en donde varios artistas de música popular, su familia, y sus fanáticos le rindieron un póstumo homenaje.
El 30 de julio de 2022, Darío Gómez fue sepultado en el Cementerio Campos de Paz de Medellín.

## Discografía
- 1976 - Navidad sin flores (Con los invisibles - Parrandero - Discos Nave)
- 1977 - La novia del chofer (Parrandero - Codiscos)
- 1978 - Esta por ayudarme, Darío Gómez y José Muñoz (Parrandero - Codiscos)
- 1979 - El zapatero (Parrandero - Codiscos)
- 1984 - Pensando en ella
- 1985 - Con ella soy el rey
- 1986 - Ahora 14 éxitos con Darío Gómez - Así se le canta al despecho
- 1988 - Diez años de éxitos
- 1988 - Cómo la ve pa'l 2000 (parrandero)
- 1989 - Nuestro Ídolo
- 1991 - Los Legendarios y punto
- 1992 - El Rey del Despecho
- 1993 - Ahí estaba
- 1994 - Amigos, ojalá que la vida nos alcance
- 1996 - Incomparable
- 1997 - Otra vez me amanezco
- 1998 - Único...
- 1999 - Nuevo Milenio
- 2000 - Lo máximo
- 2001 - Oro y plata
- 2003 - Perdurable
- 2004 - Sólo corridos
- 2005 - 30 Años de vida artística - Que sea un motivo
- 2009 - La traga
- 2012 - Me río de ti
- 2023 - La ingrata se fue

## Producciones
Realizó más de una treintena de producciones, entre ellas:
- Nadie es eterno
- Entre comillas
- Las despechadas
- Si negabas que buscabas
- No puedo vivir sin ti
- Respetame
- La torcida
- La descontinuada
- Sobreviviré
- Sabor y aroma
- Así se le canta al despecho
- Nostalgia del ayer
- Corazonada
- La tirana
- El hijo del amor
- Daniela
- Me río de ti
- Mi renuncia
- Pasan los años

## Colaboraciones
- Te Pido Perdón (feat. Pasabordo)
- Un Clavo Saca Otro Clavo (feat. Alfredo Gutierrez)
- La Reina y El Rey (feat. Arelys Henao)
- Me Voy A Casar (feat. Jhonny Rivera)
- A Punta de Licor (feat. Jhon Alex Castaño)
- No Hay Razón Para Odiarte (Remix) (feat. Yelsid & Andy Rivera)
- Historia (feat. Giovanny Ayala)
- Las Adivinanzas (feat. Joaquin Bedoya)
- Copita de licor (feat Alzate)
- Guaro (Remix) (feat Pipe Bueno, Carin León, Jessi Uribe, Alzate, Yeison Jiménez, Jhonny Rivera, Jhon Alex Castaño, Luis Alberto Posada, El Charrito Negro y Juan Pablo Navarrete)[21]

## Premios y nominaciones

### Premios Nuestra Tierra
| Año  | Trabajo nominado                       | Categoría               | Resultado |
| ---- | -------------------------------------- | ----------------------- | --------- |
| 2011 | Darío Gómez                            | Artista popular del Año | Nominado  |
| 2021 | Mi corazón está solito                 | Canción popular del Año | Nominado  |
| 2021 | Darío Gómez                            | Artista popular del Año | Nominado  |
| 2021 | La Reina y El Rey (feat. Arelys Henao) | Canción popular del Año | Nominado  |